# Dor Mărunt
Dor Mărunt è un comune della Romania di 6 926 abitanti, ubicato del distretto di Călărași, nella regione storica della Muntenia.
Il comune è formato dall'unione di 6 villaggi: Dâlga, Dâlga-Gară, Dor Mărunt, Înfrățirea, Ogoru, Pelinu.